# Henryk Engel
Henryk Engel (ur. w XIX wieku w Rostkowicach, zm. w I połowie XX w.) – niemiecki polityk, samorządowiec, burmistrz Białej w latach 1843–1867, Tarnowskich Gór od 15 lipca 1867 do 31 grudnia 1876 i Prudnika w latach 1876–1904.

## Życiorys
Pochodził z Rostkowic. W 1843 został wybrany na burmistrza Białej. Urząd ten pełnił do 1867. Od 15 lipca tego samego roku do 31 grudnia 1876 był burmistrzem Tarnowskich Gór.
31 grudnia 1876 został mianowany przez Cesarza Niemiec na burmistrza Prudnika. 1 stycznia 1900 został ponownie wybrany na kolejne dwadzieścia lat. Doprowadził, między innymi, do budowy studni głębinowych, pomp wodnych, zbiorników ciśnieniowych na Kaplicznej Górze oraz sieci wodnej i kanalizacyjnej połączonej z oczyszczalnią ścieków. Ze stanowiska burmistrza zrezygnował sam, najprawdopodobniej by przejść na emeryturę z powodu wieku. Podczas uroczystości pożegnalnej powiedział „nie bez żalu odchodzę z urzędu, który miałem zaszczyt sprawować przez 28 lat. Chciałbym z całą mocą podkreślić, że dobro miasta i jego mieszkańców zawsze były dla mnie najwyższym nakazem”.
21 marca 1903 przyznano mu tytuł Honorowego Obywatela Miasta. Zamieszkał w Białej. Miał córkę Marię i syna Henryka, który zaginął podczas I wojny światowej w 1914.